# Symbolic
Symbolic ist das sechste Studioalbum der US-amerikanischen Death-Metal-Band Death, das im März 1995 bei Roadrunner Records veröffentlicht wurde.

## Entstehung
Am Bass löste Kelly Conlon (u. a. Monstrosity und Vital Remains) Steve DiGiorgio ab. An der Gitarre ersetzte Bobby Koelble Andy LaRocque.
Auf der Tour wurde Death von der Band Nevermore unterstützt.

## Stil
Das technische Niveau der Band blieb zwar erhalten, doch traten nun melodiöse und progressive Elemente in den Vordergrund. Auch der Gesang von Schuldiner ist nun klarer und höher.

## Inhalt

### Titelliste
1. Symbolic – 6:33
2. Zero Tolerance – 4:48
3. Empty Words – 6:22
4. Sacred Serenity – 4:27
5. 1,000 Eyes – 4:28
6. Without Judgement – 5:28
7. Crystal Mountain – 5:07
8. Misanthrope – 5:03
9. Perennial Quest – 8:21
10. Symbolic Acts (demo) – 5:56 a
11. Zero Tolerance (demo) – 4:11 a
12. Crystal Mountain (demo) – 4:24 a
13. Misanthrope (demo) – 5:41 a
14. Symbolic Acts (4-track demo) – 5:55 a

### Bedeutung der Liedtexte
Symbolic handelt vom Erwachsenwerden und von der romantisch-verklärten Erinnerung an die Jugendjahre.
Zero Tolerance handelt von Schicksal und Karma. Der Liedname wurde später für zwei Compilations verwendet, die unter dem Namen Chuck Schuldiner erschienen sind und unveröffentlichtes Demo-Material von Death und Control Denied enthalten.
Empty Words diente als Namensgeber für die offizielle Website www.emptywords.org. Das Lied wurde außerdem als Single ausgekoppelt.
1,000 Eyes handelt von den technischen Möglichkeiten eines Überwachungsstaats.
Crystal Mountain handelt von Korruption in den verschiedenen Religionen.
Misanthrope handelt von Außerirdischen, die auf den Planeten Erde hinabblicken.
Perennial Quest behandelt die Suche nach Freude und einem Sinn im Leben.

## Rezeption
Nachdem Symbolic trotz euphorischer Kritiken auf äußerst zwiespältige Rezeption traf, legte Schuldiner Death auf Eis, um sich seinem Progressive-Metal-Projekt Control Denied zu widmen. Conlon ging zu Monstrosity, und Gene Hoglan startete eine Karriere bei Devin „HevyDevy“ Townsend und dessen Band Strapping Young Lad.

## Chartplatzierungen
Symbolic stieg erstmals nach 30 Jahren in die deutschen Albumcharts ein und belegte dabei am 16. Mai 2025 Rang 35.
| ChartsChartplatzierungen | Höchstplatzierung | Wochen |
| ------------------------ | ----------------- | ------ |
| Deutschland (GfK)        | 35 (1 Wo.)        | 1      |